# بیژبولیاک
بیژبولیاک (انگلیسی: Bizhbulyak) یک شهر در شهرستان بیژبولیاکسکی باشقیرستان کشور روسیه است.